# Aglaonike
Aglaonike eller Aganike (grekiska: Ἀγλαονίκη eller Ἀγανίκη, latin Aglaonice eller Aganice) var en astronom från Thessalien i Antikens Grekland, den första kända kvinnliga astronomen. 
Det finns knappt något biografiskt material om Aglaonike. Hon nämns på två ställen i Plutarchos Moralia, och vid ett tillfälle av en kommentator till Apollonios Rhodios. Båda källorna nämner hennes far vid namn: Plutarchos kallar honom Hegetor medan kommentatorn kallar honom Hegemon. Man känner dock inte från andra källor till vare sig någon Hegetor eller Hegemon som kan tänkas ha varit hennes far. Inte heller vet man när hon levde, men det måste rimligtvis ha varit före eller under Plutarchos levnad (cirka 46 e.Kr.–120 e.Kr.).
Aglaonike sågs som en trollpacka eftersom hon genom sina kunskaper i astronomi kunde förutse månförmörkelser, och enligt Plutarchos imponerade hon på godtrogna kvinnor genom att ”dra ner månen från himlen”. Thessaliska kvinnor hade rykte om sig att kunna få månen att försvinna; såväl Platon, Horatius som Vergilius anspelar i sina verk till denna tro.
Nedslagskratern Aglaonice på planeten Venus är uppkallad efter henne.

### Uppslagsverk
- Marilyn Bailey Ogilvie (1986). ”Aglaonike” (på engelska). Women in Science: Antiquity Through the Nineteenth Century. Cambridge, Mass.: MIT Press. sid. 25. Libris 4739658. ISBN 0-262-15031-X. http://books.google.se/books?id=6k5zd07FCCsC&pg=PA25#v=onepage&q&f=false
- William Smith (red.) (1870). ”Aganice” (på engelska). Dictionary of Greek and Roman Biography and Mythology, vol. 1. Boston: C. Little and J. Brown. sid. 59. Arkiverad från originalet den 16 juni 2010. https://web.archive.org/web/20100616135039/http://www.ancientlibrary.com/smith-bio/0068.html. Läst 17 november 2010 Arkiverad 16 juni 2010 hämtat från the Wayback Machine.